# Biographie universelle de Feller
Biographie universelle ou dictionnaire des hommes qui se sont fait un nom par leur génie, leurs talents, leurs vertus, leurs erreurs ou leurs crimes est un dictionnaire biographique historique publié par François-Xavier de Feller à la fin du XVIIIe siècle.
Publié pour la première fois en 1781, en 6 volumes in-8°, réimprimé avec des augmentations.
Élaboré au départ en réaction contre tous ceux qui l’ont précédé, y compris le dictionnaire de Chaudon, conçu deux décennies auparavant, l’ouvrage de l’abbé Feller voulait instaurer  un retour à la vérité historique et aux valeurs de la religion catholique authentique : il s’agit de débattre contre les jansénistes, les protestants et les encyclopédistes. (Voir Préface à la première édition, 1789 Ausbourg Liege Rieger, par l’abbé F. X . D ; F.  : en 8 vol., avec supplément et corrections, t. 1 ; l’ouvrage de l’abbé Feller a subi ensuite des vicissitudes identiques à celles de ses prédécesseurs : copie d’articles en plagiat des dictionnaires précédents en particulier).
Les articles originaux de Feller où il s’efforce de lutter contre l’encyclopédisme de Diderot les jansénistes et les protestants ont un côté partisan excessif (Michaud, Biographie universelle).
L’accusation de plagiat du dictionnaire de Chaudon est vérifiée dans certains articles et démentie dans les articles originaux.

## Exemples
Les définitions sont clairement engagées et se ferment fréquemment sur une appréciation morale tranchée. Par exemple :
« [Marc-Antoine] avait l’âme élevée d’un général et les goûts rampants d’un homme vulgaire. »
Les Protestants dans la Biographie universelle
Dans plusieurs articles de son dictionnaire historique Feller s’attaque aux Protestants. Il critique notamment les princesses et reines calvinistes du XVIe siècle, telles Élisabeth Ire d’Angleterre, Renée de France et Jeanne d’Albret. Dans son article sur la reine d’Angleterre, par exemple, il écrit que « La gloire qu’elle s’acquit par sa dextérité, par son esprit, par ses succès, fut obscurcie par les artifices de comédienne, que tant d’historiens lui ont reprochés, souillée par le sang de Marie Stuart, & d’une multitude de catholiques qu’elle immola à son fanatisme & à son ambition » (seconde édition, t. 3, p. 669).
L’édition de 1860 en huit volumes rassemble un nombre très considérable de notices sur des personnages souvent peu connus et donne la bibliographie de leurs œuvres ; l’auteur semble avoir fait un effort sensible pour présenter les « bons côtés » de personnages de la Révolution et de l’Empire tels le peintre David, dont les opinions lui sont tout à fait étrangères.

## Éditions
- 1re édition : 1781, Dictionnaire historique ou Biographie universelle, 6 volumes in-8°
- 2e edition : 1789 Ausbourg Liege Rieger, par l’abbé F. X . D ; F.  : en 8 vol., avec supplément et corrections. t. 1 :  - t. 2 :  - t. 3 :  – t. 4: Non disponible. - t. 5 :  - t. 6 :  – t. 7 : Non disponible. - t. 8 :
- 3e édition : 1797 Liège Lemarié, 1797, par l’abbé F. X. de Feller, en 8 volumes et tables.
- 4e édition  : 1818 : vol. 1, Liège : De l’Impr. de F. Lemarié  - vol. 3 Liège : De l’Impr. de F. Lemarié  - vol. 4, Liège, De l’Impr. de F. Lemarié  ; vol. 6 Liège : De l’Impr. de F. Lemarié  - vol. 8 Liège, De l’Impr. de F. Lemarié
- 5e édition : 1818, Paris, Méquignon, par l’abbé de Feller, en 16 volumes et Suppléments, 3 ou 4 volumes.
- 6e édition  : 1832, Lille, Lefort, par F. X. de Feller, en 13 vol., dont Supplément dans le 13e.
- 8e édition augmentée : 1836 : Houdaille, par F. X. de Feller, continué jusqu’en 1835 par MRA Henrion.
- 1838 : Nouvelle édition continuée jusqu’en 1938, Lefort, Lille, en 13 vol., vol. 1, Lille : Lefort  ; vol. 2, Lille : Lefort  ; vol. 3, Lille : Lefort  ; vol. 4, Lille : Lefort
- 1847 : Nouvelle édition revue jusqu’en 1848, par M CH Weiss, et l’abbé Busson, en 4 volumes doubles, de 1500 pages, ou en 8 volumes.  vol. 1-2, Paris, Leroux, Jouby et Cie  ; vol. 3-4, Paris, Leroux, Jouby et Cie  ; vol. 5-6, Paris, Leroux, Jouby et Cie  ; vol. 7-8, Paris, Leroux, Jouby et Cie
- 1848 : Nouvelle édition revue par M Pérennès, Besançon, Chalandre & Leroux Jouby, Paris, & Gaume frères, vol. 1, Paris, J. Leroux, Jouby  ; vol. 2, Paris, J. Leroux, Jouby  ; vol. 3, Paris, J. Leroux, Jouby  ; vol. 4, Paris, J. Leroux, Jouby  ; vol. 5, Paris, J. Leroux, Jouby  ; vol. 6, Paris, J. Leroux, Jouby  ; vol. 7, Paris, J. Leroux, Jouby  ; vol. 8 : Non disponible., vol. 9, Paris, J. Leroux, Jouby  ; vol. 10, Paris, J. Leroux, Jouby  ; vol. 11, Paris, J. Leroux, Jouby  ; vol. 12, Paris, J. Leroux, Jouby
- 1866 : Nouvelle édition revue jusqu'en 1867, par l’abbé Simonin, chez Pélagaud. vol. 3 :   ; vol. 4 :   ; vol. 5 :   ; vol. 7 :   ; vol. 8 :